# Ryszard Rosin

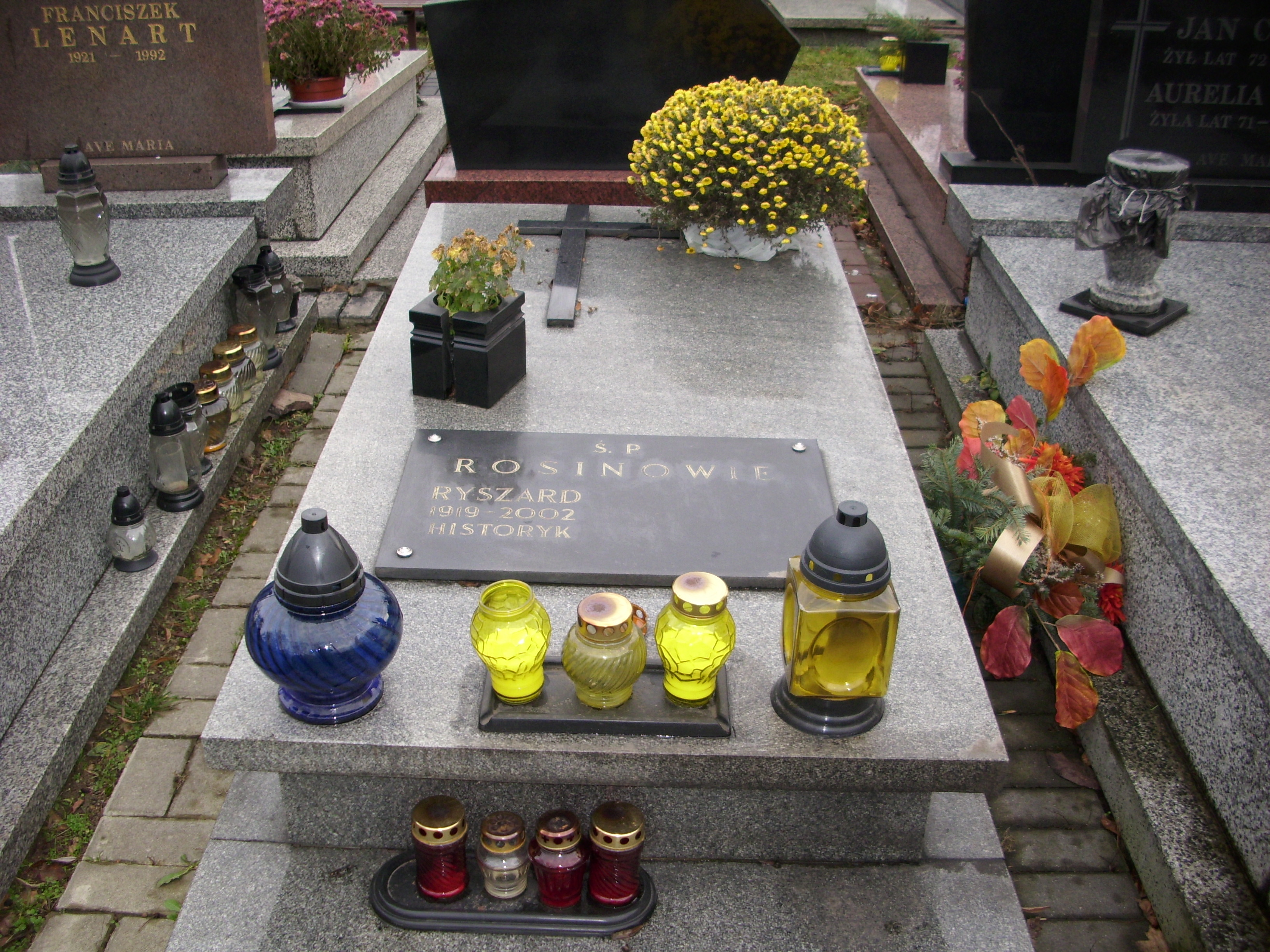
Grób Ryszarda Rosina na cmentarzu komunalnym na Dołach w Łodzi

Ryszard Karol Rosin (ur. 29 marca 1919 w Koninie, zm. 11 marca 2002 w Łodzi) – polski historyk, mediewista, znawca nauk pomocniczych historii.

## Życiorys
Urodził się w rzemieślniczej rodzinie jako syn Juliusza. Szkołę podstawową i gimnazjum o profilu humanistycznym ukończył w Koninie, uzyskując maturę w maju 1938. W gimnazjum należał do Związku Harcerstwa Polskiego, gdzie doszedł do stopnia Harcerza Rzeczypospolitej i podharcmistrza. Przed 1939 przeszedł przeszkolenie wojskowe na Dywizyjnym Kursie Podchorążych Piechoty przy 25 DP w Kaliszu i otrzymał stopień plutonowego podchorążego. Brał udział w kampanii wrześniowej, jako zastępca dowódcy plutonu 29 Pułku Strzelców Kaniowskich w bitwie nad Bzurą i w obronie Warszawy, gdzie został ciężko ranny. 
Podczas okupacji niemieckiej, w latach 1940–1945, przebywał w Koninie, gdzie prowadził sklep filatelistyczny i działał w służbach wywiadowczych ZWZ-AK.
Po wojnie, w 1947 osiadł w Łodzi i podjął studia historyczne na Wydziale Humanistycznym Uniwersytetu Łódzkiego. Pod kierunkiem prof. Mariana H. Serejskiego w Katedrze Historii Społecznej Starożytności i Średniowiecza napisał pracę magisterską pt. Oblicze ideologiczne Galla Anonima w świetle jego kroniki, w 1951 uzyskując na jej podstawie stopień magistra filozofii w zakresie historii. Już od 1 listopada 1948 rozpoczął pracę zawodową w Katedrze Historii Społecznej Starożytności i Średniowiecza, początkowo jako asystent-wolontariusz, następnie zastępca asystenta i asystent. We wrześniu 1951 został przeniesiony do Zakładu Historii Polski Średniowiecznej i Nowożytnej, kierowanego przez prof. Stanisława F. Zajączkowskiego. Dnia 1 lipca 1953 otrzymał nominację na adiunkta, 23 czerwca 1960 uzyskał stopień naukowy doktora nauk humanistycznych na podstawie rozprawy pt. Ziemia wieluńska w XII–XVI wieku. W 1967 został mianowany starszym wykładowcą, a w 1969 docentem. Od 1973 do 1975 kierował Pracownią Nauk Pomocniczych Historii, a następnie do 1989 Zakładem Nauk Pomocniczych Historii. Wypromował 4 doktorów oraz 44 magistrów.
Był działaczem wielu organizacji naukowych i społeczno-kulturalnych, działał m.in. w Związku Nauczycielstwa Polskiego, Polskim Towarzystwie Historycznym (od 1949), Polskim Związku Filatelistów (1953–2002), Głównej Komisji Badania Zbrodni Hitlerowskich. Był członkiem rzeczywistym Polskiej Akademii Filatelistyki. Członek Honorowy Okręgu Łódzkiego PTH (1991), Studenckiego Koła Naukowego Historyków UŁ (1989), Towarzystwa Przyjaciół Ziemi Kutnowskiej (1986), Wieluńskiego Towarzystwa Naukowego. Od 1962 był członkiem, a w latach 1967–1970 zastępcą redaktora naczelnego „Łódzkiego Biuletynu Filatelistycznego”. W latach 1970–1975 był redaktorem naczelnym „Rocznika Łódzkiego”. Od 1997 współpracował przy redagowaniu pierwszych tomów rocznika „Kutnowskie Zeszyty Regionalne”.
Zmarł w Łodzi, pochowany na cmentarzu komunalnym Doły (kwatera XX-22-10).

## Publikacje
Głównymi nurtami zainteresowań badawczych Ryszarda Rosina były: dzieje ziem Polski Środkowej w średniowieczu, badania nad zbrodniami Wehrmachtu w 1939 r. na tym obszarze, nurt filatelistyczny kreujący filatelistykę na nową naukę pomocniczą historii. Był redaktorem licznych monografii miast i materiałów z sesji naukowych. Najbardziej znane z jego publikacji to:
- Słownik historyczno-geograficzny ziemi wieluńskiej w średniowieczu, Warszawa, 1963[6] ,
- Łódź 1423–1823–1973. Zarys dziejów i wybór dokumentów (wraz z M. Bandurką).
- Łódź. Dzieje miasta, red. R. Rosin, t. 1, Warszawa 1980.
- Kutno. Dzieje miasta, red. R. Rosin, Warszawa 1984.
- Zgierz. Dzieje miasta do roku 1988, red. R. Rosin.

## Ordery i odznaczenia
- Krzyż Komandorski Orderu Odrodzenia Polski (30 października 1998)[1]
- Krzyż Oficerski Orderu Odrodzenia Polski (1983)
- Krzyż Kawalerski Orderu Odrodzenia Polski (1973)
- Złoty Krzyż Zasługi (1964)
- Krzyż Armii Krajowej
- Medal za Warszawę 1939–1945
- Medal Komisji Edukacji Narodowej (1980)
- Medal Uniwersytetu Łódzkiego „W Służbie Społeczeństwa i Nauki” (1975)
- Medal im. płk. mgr. Walentego Bogunia (1990, 1993)
- Medal „Za Zasługi dla Rozwoju Publikacji  Filatelistycznych” (1971, 1976)[4]
- Medal 75-lecia ruchu filatelistycznego w Łódzkiem (1989)
- Medal 30-lecia Polskiego Związku Filatelistów (1980)
- Medal 25-lecia Polskiego Związku Filatelistów (1975)
- Złota Odznaka „Zasłużony Pracownik Łączności”
- Złota Odznaka Honorowa Polskiego Związku Filatelistów (1964)
- Złota Odznaka „Za Zasługi dla Polskiej Filatelistyki” (1994)
- Odznaka I stopnia i medal „75-lecia ruchu filatelistycznego  w Polsce” (1968)
- Odznaka „100 lat filatelistyki polskiej” (1993)
- Odznaka 50-lecia Polskiego Związku Filatelistów (2000)

Źródło:.

## Nagrody i wyróżnienia
- Nagroda Naukowa Miasta Łodzi
- Nagroda Województwa Łódzkiego
- tytuł Honorowego Obywatela Miasta Wielunia (1983)
- tytuł Honorowego Obywatela Miasta Łęczycy
- tytuł „Zasłużony dla Okręgu Łódzkiego Polskiego Związku Filatelistów”

Źródło:.